# Blepharita schumacheri
Blepharita schumacheri là một loài bướm đêm trong họ Noctuidae.